# 静岡県第2区
静岡県第2区（しずおかけんだい2く）は、日本の衆議院議員総選挙における選挙区。1994年（平成6年）の公職選挙法改正で設置。

## 区域

### 現在の区域
2022年（令和4年）公職選挙法改正以降の区域は以下のとおりである。御前崎市の分割は解消され、旧榛原郡御前崎町域は3区に変更された。
- 島田市
- 焼津市
- 藤枝市
- 牧之原市
- 榛原郡

### 2022年以前の区域
2013年（平成25年）公職選挙法改正から2022年の小選挙区改定までの区域は以下のとおりである。
- 島田市
- 焼津市
- 藤枝市
- 御前崎市（旧御前崎町域）
- 牧之原市
- 榛原郡

1994年（平成6年）公職選挙法改正から2013年の小選挙区改定までの区域は以下のとおりである。
- 島田市
- 焼津市
- 藤枝市
- 志太郡
- 榛原郡

## 歴史
中選挙区時代の静岡県第1区から選出されていた自民党代議士2名（原田昇左右、大石千八）が当選挙区内を地盤としていたが、嘘つき解散で大石（榛原郡が地盤）が造反（第40回では無所属で当選）していたことなどが影響し、小選挙区化にあたり原田（焼津市が地盤）が自民党公認を得た。大石千八から世襲した大石秀政は第41回は比例区東海ブロック（自民党）で出馬し当選したが、第42回は無所属で当選挙区に出馬し落選。同回では自民党系分裂で惜敗率が高くなった民主党の津川祥吾が初出馬で比例復活を果たす。第43回、第44回は原田昇左右から世襲した原田令嗣が当選するも、榛原郡における自民党支持層の一部は浮動票となり、第45回は津川が当選。第46回は公募により自民党から出馬した井林辰憲が初当選。遺恨のない井林は手堅く票を集めて以降連続で当選している。

## 小選挙区選出議員
| 選挙名                 | 年                 | 当選者     | 党派       |
| ---------------------- | ------------------ | ---------- | ---------- |
| 第41回衆議院議員総選挙 | 1996年（平成8年）  | 原田昇左右 | 自由民主党 |
| 第42回衆議院議員総選挙 | 2000年（平成12年） | 原田昇左右 | 自由民主党 |
| 第43回衆議院議員総選挙 | 2003年（平成15年） | 原田令嗣   | 自由民主党 |
| 第44回衆議院議員総選挙 | 2005年（平成17年） | 原田令嗣   | 自由民主党 |
| 第45回衆議院議員総選挙 | 2009年（平成21年） | 津川祥吾   | 民主党     |
| 第46回衆議院議員総選挙 | 2012年（平成24年） | 井林辰憲   | 自由民主党 |
| 第47回衆議院議員総選挙 | 2014年（平成26年） | 井林辰憲   | 自由民主党 |
| 第48回衆議院議員総選挙 | 2017年（平成29年） | 井林辰憲   | 自由民主党 |
| 第49回衆議院議員総選挙 | 2021年（令和3年）  | 井林辰憲   | 自由民主党 |
| 第50回衆議院議員総選挙 | 2024年（令和6年）  | 井林辰憲   | 自由民主党 |

## 選挙結果
時の内閣：第1次石破内閣 解散日：2024年10月9日 公示日：2024年10月15日
当日有権者数：37万1333人 最終投票率：56.89%（前回比：0.78%） （全国投票率：53.85%（2.08%））
| 当落 | 候補者名 | 年齢 | 所属党派   | 新旧 | 得票数    | 得票率 | 惜敗率 | 推薦・支持 | 重複 |
| ---- | -------- | ---- | ---------- | ---- | --------- | ------ | ------ | ---------- | ---- |
| 当   | 井林辰憲 | 48   | 自由民主党 | 前   | 113,419票 | 55.05% | ――     | 公明党推薦 | ○    |
| 比当 | 鈴木岳幸 | 51   | 立憲民主党 | 新   | 70,131票  | 34.04% | 61.83% |            | ○    |
|      | 提坂大介 | 48   | 参政党     | 新   | 22,486票  | 10.91% | 19.83% |            |      |

時の内閣：第1次岸田内閣 解散日：2021年10月14日 公示日：2021年10月19日
当日有権者数：38万8436人 最終投票率：56.11%（前回比：2.81%） （全国投票率：55.93%（2.25%））
| 当落 | 候補者名 | 年齢 | 所属党派   | 新旧 | 得票数    | 得票率 | 惜敗率 | 推薦・支持 | 重複 |
| ---- | -------- | ---- | ---------- | ---- | --------- | ------ | ------ | ---------- | ---- |
| 当   | 井林辰憲 | 45   | 自由民主党 | 前   | 131,082票 | 61.11% | ――     | 公明党推薦 | ○    |
|      | 福村隆   | 58   | 立憲民主党 | 新   | 71,032票  | 33.11% | 54.19% |            | ○    |
|      | 山口祐樹 | 31   | 日本共産党 | 新   | 12,396票  | 5.78%  | 9.46%  |            |      |

- 投票結果、開票結果 - 静岡県選挙管理委員会
- 静岡県選挙管理委員会は2021年11月2日、静岡県第2区の当選者を井林辰憲とする告示をした[6]。
- 福村は第48回は希望の党公認で7区から立候補したが落選。

時の内閣：第3次安倍第3次改造内閣 解散日：2017年9月28日 公示日：2017年10月10日
当日有権者数：39万7153人 最終投票率：58.92%（前回比：2.40%） （全国投票率：53.68%（1.02%））
| 当落 | 候補者名 | 年齢 | 所属党派   | 新旧 | 得票数    | 得票率 | 惜敗率 | 推薦・支持 | 重複 |
| ---- | -------- | ---- | ---------- | ---- | --------- | ------ | ------ | ---------- | ---- |
| 当   | 井林辰憲 | 41   | 自由民主党 | 前   | 130,857票 | 57.19% | ――     | 公明党推薦 | ○    |
|      | 松尾勉   | 33   | 希望の党   | 新   | 75,771票  | 33.12% | 57.90% |            | ○    |
|      | 四ツ谷恵 | 65   | 日本共産党 | 新   | 22,173票  | 9.69%  | 16.94% |            |      |

- 投票結果、開票結果 - 静岡県選挙管理委員会
- 静岡県選挙管理委員会は2017年10月24日、静岡県第2区の当選者を井林辰憲とする告示をした[7]。

時の内閣：第2次安倍改造内閣 解散日：2014年11月21日 公示日：2014年12月2日
当日有権者数：39万3047人 最終投票率：56.52%（前回比：7.58%） （全国投票率：52.66%（6.66%））
| 当落 | 候補者名 | 年齢 | 所属党派   | 新旧 | 得票数    | 得票率 | 惜敗率 | 推薦・支持 | 重複 |
| ---- | -------- | ---- | ---------- | ---- | --------- | ------ | ------ | ---------- | ---- |
| 当   | 井林辰憲 | 38   | 自由民主党 | 前   | 129,311票 | 59.94% | ――     | 公明党推薦 | ○    |
|      | 松尾勉   | 30   | 民主党     | 新   | 63,078票  | 29.24% | 48.78% |            | ○    |
|      | 四ツ谷恵 | 62   | 日本共産党 | 新   | 23,340票  | 10.82% | 18.05% |            |      |

- 投票結果、開票結果 - 静岡県選挙管理委員会
- 静岡県選挙管理委員会は2014年12月16日、静岡県第2区の当選者を井林辰憲とする告示をした[8]。

時の内閣：野田第3次改造内閣 解散日：2012年11月16日 公示日：2012年12月4日
当日有権者数：39万5390人 最終投票率：64.10%（前回比：8.61%） （全国投票率：59.32%（9.96%））
| 当落 | 候補者名 | 年齢 | 所属党派     | 新旧 | 得票数    | 得票率 | 惜敗率 | 推薦・支持     | 重複 |
| ---- | -------- | ---- | ------------ | ---- | --------- | ------ | ------ | -------------- | ---- |
| 当   | 井林辰憲 | 36   | 自由民主党   | 新   | 108,510票 | 43.86% | ――     |                | ○    |
|      | 津川祥吾 | 40   | 民主党       | 前   | 77,426票  | 31.30% | 71.35% | 国民新党推薦   | ○    |
|      | 諸田洋之 | 46   | 日本維新の会 | 新   | 47,877票  | 19.35% | 44.12% | みんなの党推薦 | ○    |
|      | 四ツ谷恵 | 60   | 日本共産党   | 新   | 13,588票  | 5.49%  | 12.52% |                |      |

- 投票結果[リンク切れ]、開票結果[リンク切れ] - 静岡県選挙管理委員会
- 静岡県選挙管理委員会は2012年12月18日、静岡県第2区の当選人を井林辰憲とする告示をした[9]。
- 諸田は2013年の静岡県議会議員補欠選挙（焼津市選挙区）に党公認で立候補したが落選、2015年の静岡県議会議員選挙に無所属で立候補し当選。

時の内閣：麻生内閣 解散日：2009年7月21日 公示日：2009年8月18日
当日有権者数：39万6931人 最終投票率：72.71%（前回比：1.71%） （全国投票率：69.28%（1.77%））
| 当落 | 候補者名 | 年齢 | 所属党派   | 新旧 | 得票数    | 得票率 | 惜敗率 | 推薦・支持   | 重複 |
| ---- | -------- | ---- | ---------- | ---- | --------- | ------ | ------ | ------------ | ---- |
| 当   | 津川祥吾 | 37   | 民主党     | 元   | 165,151票 | 58.36% | ――     | 国民新党推薦 | ○    |
|      | 原田令嗣 | 57   | 自由民主党 | 前   | 112,889票 | 39.89% | 68.36% | 公明党推薦   | ○    |
|      | 浜口亘弘 | 41   | 幸福実現党 | 新   | 4,952票   | 1.75%  | 3.00%  |              |      |

時の内閣：第2次小泉改造内閣 解散日：2005年8月8日 公示日：2005年8月30日
当日有権者数：39万4374人 最終投票率：71.00%（前回比：5.11%） （全国投票率：67.51%（7.65%））
| 当落 | 候補者名 | 年齢 | 所属党派   | 新旧 | 得票数    | 得票率 | 惜敗率 | 推薦・支持 | 重複 |
| ---- | -------- | ---- | ---------- | ---- | --------- | ------ | ------ | ---------- | ---- |
| 当   | 原田令嗣 | 53   | 自由民主党 | 前   | 155,019票 | 56.66% | ――     | 公明党推薦 | ○    |
|      | 津川祥吾 | 33   | 民主党     | 前   | 118,564票 | 43.34% | 76.48% |            | ○    |

- 投票結果[10]、開票結果[11]
- 静岡県選挙管理委員会は2005年9月13日、静岡県第2区の当選者を原田令嗣とする告示をした[12]。

時の内閣：第1次小泉第2次改造内閣 解散日：2003年10月10日 公示日：2003年10月28日
当日有権者数：39万1657人 最終投票率：65.89%（前回比：1.68%） （全国投票率：59.86%（2.63%））
| 当落 | 候補者名 | 年齢 | 所属党派   | 新旧 | 得票数    | 得票率 | 惜敗率 | 推薦・支持   | 重複 |
| ---- | -------- | ---- | ---------- | ---- | --------- | ------ | ------ | ------------ | ---- |
| 当   | 原田令嗣 | 51   | 自由民主党 | 新   | 129,162票 | 51.47% | ――     | 保守新党推薦 | ○    |
|      | 津川祥吾 | 31   | 民主党     | 前   | 107,687票 | 42.91% | 83.37% |              | ○    |
|      | 岡崎平作 | 51   | 日本共産党 | 新   | 14,096票  | 5.62%  | 10.91% |              |      |

- 投票結果[13]、開票結果[14]
- 静岡県選挙管理委員会は2003年11月11日、静岡県第2区の当選者を原田令嗣とする告示をした[15]。
- 2004年3月5日、比例区で当選した愛知10区の佐藤観樹が秘書給与詐取疑惑の責任をとって辞職したことから、津川が繰り上げ当選。

時の内閣：第1次森内閣 解散日：2000年6月2日 公示日：2000年6月13日
当日有権者数：38万4666人 最終投票率：67.57%（前回比：6.55%） （全国投票率：62.49%（2.84%））
| 当落 | 候補者名   | 年齢 | 所属党派   | 新旧 | 得票数   | 得票率 | 惜敗率 | 推薦・支持 | 重複 |
| ---- | ---------- | ---- | ---------- | ---- | -------- | ------ | ------ | ---------- | ---- |
| 当   | 原田昇左右 | 76   | 自由民主党 | 前   | 92,905票 | 36.84% | ――     | 保守党推薦 | ○    |
| 比当 | 津川祥吾   | 28   | 民主党     | 新   | 76,334票 | 30.27% | 82.16% |            | ○    |
|      | 大石秀政   | 36   | 無所属     | 前   | 46,095票 | 18.28% | 49.62% |            | ×    |
|      | 四ッ谷恵   | 47   | 日本共産党 | 新   | 23,009票 | 9.12%  | 24.77% |            |      |
|      | 池田剛久   | 34   | 自由連合   | 新   | 13,816票 | 5.48%  | 14.87% |            | ○    |

- 投票結果[16]、開票結果[17]
- 静岡県選挙管理委員会は2000年6月27日、静岡県第2区の当選者を原田昇左右とする告示をした[18]。
- 中央選挙管理会は2000年6月30日、比例東海ブロックの当選者を津川祥吾を含む21人とする告示をした[19]。

時の内閣：第1次橋本内閣 解散日：1996年9月27日 公示日：1996年10月8日
当日有権者数：37万3871人 最終投票率：61.02%（前回比：16.24%） （全国投票率：59.65%（8.11%））
| 当落 | 候補者名   | 年齢 | 所属党派   | 新旧 | 得票数    | 得票率 | 惜敗率 | 推薦・支持 | 重複 |
| ---- | ---------- | ---- | ---------- | ---- | --------- | ------ | ------ | ---------- | ---- |
| 当   | 原田昇左右 | 73   | 自由民主党 | 前   | 127,933票 | 61.17% | ――     |            | ○    |
|      | 浅羽広吉   | 61   | 日本共産党 | 新   | 36,714票  | 17.55% | 28.70% |            |      |
|      | 池田剛久   | 30   | 自由連合   | 新   | 25,547票  | 12.21% | 19.97% |            |      |
|      | 中村英一   | 32   | 無所属     | 新   | 18,956票  | 9.06%  | 14.82% |            | ×    |

- 投票結果[20]、開票結果[21]
- 静岡県選挙管理委員会は1996年10月22日、静岡県第2区の当選者を原田昇左右とする告示をした[22]。